# Cynomops greenhalli
El murciélago cara de perro (Cynomops greenhalli) es una especie de quiróptero que habita en los bosques de las tierra bajas, a menos de 1.500 m de altitud, en Honduras Nicaragua, Costa Rica, Panamá, Colombia, Ecuador, Venezuela, Trinidad las Guayanas y el nordeste de Brasil.

## Descripción
El dorso es de color marrón u ocre a negruzco, el vientre gris a pardo. Presenta frente amplia con los ojos muy separados. Orejas cortas y redondeadas; antitragos cuadrados, labios sin arrugas y hocico ancho y plano. La longitud de la cabeza con el cuerpo alcanza entre 5,5 y 7,6 cm, la de la cola de 2,5 a 3,4 cm, el pie de 0,9 a 1,2 cm, la longitud de la oreja entre 1,4 y 1,7 cm y la longitud del antebrazo entre 3,4 y 3,8 cm. Pesa entre 11 y 29 g.

## Comportamiento
Es insectívoro. Reposa durante el día en colonias hasta de 50 a 75 individuos, en ramas huecas de los árboles o también en edificaciones. Machos y hembras permanecen juntos durante todo el año.